# Diana Meluszkyna
Diana Władysławiwna Meluszkyna (ukr. Діана Владиславівна Мелюшкина, ur. 6 sierpnia 1996 w Krzemieńczuku) – ukraińska siatkarka, reprezentantka kraju, grająca na pozycji środkowej.

## Sukcesy klubowe
Superpuchar Ukrainy:
- 2016[5], 2017[6], 2018[7], 2020[8], 2021[9], 2023[10]

Mistrzostwo Ukrainy:
- 2017[11], 2018[12], 2019[13], 2021[14], 2022[15], 2024[16]

Puchar Ukrainy:
- 2017[17], 2018[18], 2019[19], 2021[20], 2022[21], 2024[22]

## Sukcesy reprezentacyjne
Liga Europejska:
- 2017[23], 2025[24]